# Andrew Knott
Andrew Knott (* 22. November 1979 in Salford, Greater Manchester, England) ist ein britischer Film- und Theaterschauspieler.

## Kurzbiografie
Andrew Knott ist seit seiner frühesten Kindheit als Schauspieler tätig und erhielt seine Ausbildung an einer Schauspielschule in Oldham. Sein Debüt als Filmschauspieler erfolgte 1993 in der Romanverfilmung Der geheime Garten, wofür er auch für den Young Artist Award nominiert wurde.
Nachdem er auch 1994 in Black Beauty eine Nebenrolle übernommen hatte, wurde es relativ ruhig um Knott, der danach nur mehr in überwiegend in britischen Fernsehfilmen und -serien mitwirkte. Im Juni 2004 stand Knott im Theaterstück The History Boys im Royal National Theatre auf der Bühne und war auch 2006 Darsteller im gleichnamigen Spielfilm. Auch nahm Knott an der Tournee des Theaterstücks teil, die ihn im April 2006 ans Broadhurst Theatre nach New York City führte.
Heute lebt Andrew Knott in der britischen Grafschaft Yorkshire.

## Filmografie
- 1990–1997: Coronation Street (Fernsehserie, 8 Folgen)
- 1993: Der geheime Garten (The Secret Garden)
- 1994: Black Beauty (Black Beauty)
- 1995: Für alle Fälle Fitz (Cracker, Fernsehserie, Folgen 3x01–3x02)
- 1997: Police 2020
- 1997–2001: Where the Heart is (Fernsehserie, 57 Folgen)
- 1998: Heartbeat (Fernsehserie, Folge 8x02)
- 2003: The Bill (Fernsehserie, Folge 19x67)
- 2006: Die History Boys – Fürs Leben lernen (The History Boys)
- 2006: Life on Mars – Gefangen in den 70ern (Life on Mars, Fernsehserie, Folge 1x03)
- 2007–2009: Gavin & Stacey (Fernsehserie, 5 Folgen)
- 2007: Drop Dead Gorgeous (Fernsehserie, Folgen 2x01–2x04)
- 2008: Lewis – Der Oxford Krimi (Lewis, Fernsehserie, Folge 2x02)
- 2008: The Sickhouse
- 2008: Spooks: Code 9 (Fernsehserie, Folgen 1x01–1x06)
- 2010: Ollie Kepler’s Expanding Purple World
- 2010: Accused – Eine Frage der Schuld (Accused, Fernsehserie, Folge 1x06)
- 2010: In Our Name
- 2011: Black Mirror (Fernsehserie, Folge 1x01)
- 2011: Seamonsters
- 2012: Spike Island
- 2014: Father Brown (Fernsehserie, Folge 2x07)
- 2014: Scott & Bailey (Fernsehserie, Folge 4x05)
- 2015: Die Lady im Lieferwagen (The Lady in the Van)
- 2016: Grantchester (Fernsehserie, Folgen 2x01, 2x06)
- 2017: Meine Cousine Rachel (My Cousin Rachel)
- 2017: No Offence (Fernsehserie, Folge 2x03)
- 2018: Swimming with Men
- 2018: Inspector Barnaby (Midsomer Murders, Fernsehserie, Folge 20x06)
- 2019: Silent Witness (Fernsehserie, Folgen 22x01–22x02)